# آر. راجيش
آر. راجيش (بالإنجليزية: R. Rajesh) هو سياسي هندي، ولد في 15 أبريل 1981 في الهند. حزبياً، نشط في الحزب الشيوعي الهندي. وقد انتخب عضو المجلس التشريعي ولاية كيرالا عن دائرة Mavelikara Assembly constituency ‏.